# 野蠻情人
《野蠻情人》（日语：ほんと野獣）是日本漫畫家山本小鐵子所繪製的BL漫畫，2007年起於海王社漫畫雜誌《GUSH》連載，目前尚未完結，單行本已出至第十七冊，是該作者筆下最長篇的原創漫畫與代表作，臺灣中文版由臺灣東販代理發行。

## 故事概要
黑道少主後藤田輝在遭遇內褲搶案時，對出手相助的地方派出所巡警上田朝春一見鍾情。兩人經熟識而交往之後的過程，由於雙方身份對立，被認為是一段「羅密歐與茱麗葉」式的禁忌之戀。

## 角色介紹
原作中時間已經過了一年，故以下關於年齡的說明，都是以角色初登場時為準。

### 後藤田相關

#### 後藤田 輝（ごとうだ あき）
（聲優：柿原徹也）
第1話（第1冊）初登場，男性，故事的主人公，24歲，生於3月3日（恰為女兒節，但並非作者刻意設定，只是巧合），身高175公分，家中長子。僅有國中畢業，在私立高中才讀三天就不去了。是兩大黑道組織「後藤田組」與「桐島組」的少主，十歲以前都生活在娘家，但不論在哪個組都是高人氣的偶像。頭錘比拳頭厲害。
生活能力很差，做菜、泡茶、烤麵包都不會，沒搭過火車（但有搭過新幹線），也沒有旅行過。服裝品味非常低，特別喜歡穿色彩明亮的西裝外套以及花紋繁複的衣褲，讓人無法恭維。平時出外，均穿著全套西裝戴墨鏡，搭配故意向上梳的油頭，以便讓自己看起來像兇狠的黑道，不過一旦回復成普通裝扮就一點也不可怕。朝春把公寓的備份鑰匙送給他之後，視若珍寶，做成繩圈長期掛在脖子上。後來又收到戒指做25歲生日禮物，戴在左手無名指上。
憑藉長相與身材，加上容易愛上別人的性格，男女通吃。在朝春之前曾與二十餘人交往過，但都不長久，很快就會拋棄對方。

#### 滝 米花（たき はぜ）
（聲優：三宅健太）
第1話（第1冊）初登場，男性，由於姓氏「滝」的日語讀音為「TAKI」，音近「章魚」（TAKO），加上禿頭，故常被輝稱為「章魚禿子」。是後藤田家的手下，地位一般，在家時負責做家事，外出時則擔任司機，但其實主要工作幾乎都在照顧輝。
有服裝搭配與造型設計的專長，遇到重要場合時，會幫輝設計較合適的髮型和服裝。

#### 後藤田 明（ごとうだ あきら）
（聲優：福松進紗）
第3話（第1冊）初登場，男性，後藤田輝的父親，50歲，黑道組織「後藤田組」第三代頭目（組長），與一干手下都對「警察」深惡痛絕，但與朝春會面後，卻欣賞他坦誠與沉穩的個性，認為當警察太可惜，而想讓朝春加入後藤田組。

#### 後藤田 雅（ごとうだ みやび）
（聲優：澤海陽子）
第6話前篇（第3冊）初登場，女性，後藤田輝的母親，49歲，黑道組織「桐島組」第二代頭目（組長），興趣是和服，因為後藤田明的告知而得到關於朝春的資訊，並企圖協助丈夫逼迫朝春加入後藤田組。相較於後藤田明，與輝的長相和個性較為相近。

#### 淨土寺 圭（じょうどじ けい）
（聲優：大原崇）
第4話前篇（第2冊）初登場，男性，後藤田輝的表哥，目前擔任後藤田組的顧問律師，個性輕浮，在輝16歲的時候誘惑他發生性關係，成為他的「第一個男人」，並開發了輝對男人的興趣，不僅後藤田明對此表示不滿，朝春得知此事之後亦替輝覺得不值，因妒生恨，後來在從歹徒手中解救他時，故意狠踹了他一腳洩憤。

#### 神崎 亮（かんざき りょう）
第9話前篇（第5冊）初登場，男性，後藤田親戚家的孩子，20歲，偶像是後藤田明，因此同樣非常討厭警察。居住在夏威夷，16歲時曾經住在後藤田家一個月，對輝一見鍾情，雖然告白但因為個子太過矮小（158公分）而不被放在眼裡，被草率地開出「如果亮在20歲時，身高能超過後藤田輝的話，就同意和他發生關係」的條件，並留有字據為憑。

四年後身高陡增至178公分，遂出面要求輝兌現承諾，但為能得到後藤田明的認可並與朝春進行公平的爭奪，親手撕毀字據。最後在無法保護輝，並體認到輝的心中沒有自己的情況下，返回夏威夷。

### 上田相關

#### 上田 朝春（うえだ ともはる）
（聲優：中村悠一）
第1話（第1冊）初登場，故事的主人公，24歲，男性，生於4月8日（恰為釋迦牟尼誕辰，跟輝一樣只是巧合），因為在春天的早晨出生，故名「朝春」，身高185公分，家中長子，有一個弟弟夏生。在一個非常普通的家庭長大，思想傳統略顯古板，曾被指為是「昭和年代的老頭子」。從小對待每個人都非常公平，認為沒有誰是特別重要的，因此給人一種冷淡的感覺，過去經常惹交往對象生氣。
喜歡和各種不同的人接觸並單純地幫助別人，因此在當地的公立高中畢業之後，即投入地方公務員考試，及格後在警察學校修業一年，結訓後回到地方派出所擔任巡警的工作，迄今已有六年的資歷。雖然沒有車可以開，但為了工作，而考有一般機車、重型機車與汽車駕照。
由於練習柔道的關係，身材健壯，擅長過肩摔與壓制技，實力深不可測。與後藤田輝交往之後，經常被捲入事件中而受傷。

#### 上田 夏生（うえだ なつき）
（聲優：渡邊明乃）
第5話前篇（第2冊）初登場，上田朝春的弟弟，14歲，男性，在夏天出生，故名「夏生」。因為交女友遭到媽媽反對，母子大吵一架後離家出走投靠朝春，相處過後發現了朝春跟輝正在交往的事實。返家前與輝交換了手機信箱，並持續以簡訊往來。
後來因為女友另有更喜歡的對象而分手。　

#### 上田 保（うえだ たもつ）
第11話後篇（第6冊）初登場，男性，朝春和夏生的父親。

#### 山瀨 靖幸（やませ やすゆき）
（聲優：下野紘）
第1話（第1冊）初登場，男性，上田朝春在警察學校的學長（前輩），26歲，現於同一派出所工作。身高和後藤田輝差不多，但較為粗壯，住在警察宿舍裡。未婚單身，故雖然擁有一台重型機車，但沒有女朋友可以讓他載。朝春為了隱藏警察身分而捏造的「山瀨組」，即是以他為名。

#### 如月 真澄（きさらぎ まさみ）
第15話前篇（第7冊）初登場，男性，26歲，因為祖父的關係而有四分之一瑞典血統，長相出眾，精通英語和日語，現為大型保險交易所的職員。在某次手提包遭搶、追趕搶匪的過程中，受到山瀨靖幸的意外幫助，事後感激不已，同時對其主動展開追求。

### 其他

#### 日高 信太郎（ひだか しんたろう）
第12話前篇（第6冊）初登場，男性，高中一年級學生。個性懦弱易臉紅，幼年時因為長相較女性化，常被不良少年欺負，故不擅長應付外表兇惡的人物，也因此視身為警察的朝春為偶像並尾隨之，希望未來能成為像朝春一樣的人。

#### 小山 義實（こやま よしみ）
第12話前篇（第6冊）初登場，男性，高中一年級學生。長相兇惡，頭髮造型狀似鳳梨，外表一副不良少年的樣子。日高信太郎的同班同學，兩人在高中初次見面時便對信太郎一見鍾情，故不斷盯著他看以求引起注意，但卻被對方認為是在瞪人，因而遭到疏遠，只能偷偷跟蹤對方。
原本企圖在暗巷當中向信太郎告白，但卻被突然出現的朝春打斷。頭髮放下來後意外地可愛，後來與信太郎日漸交好，不過兩人獨處時經常鬥嘴。

## 補充

《野蠻情人》日版第三冊限定版封面

- 第1冊因為篇幅關係，另收錄一則作者於三年前創作的短篇作品〈腦袋快要出問題了〉（どうにかなりそう），係描述成人影片企劃江口達郎，與其弟江口倫（父親再婚對象之子，實際上無血緣關係，兩人相差六歲）之間的故事，但其內容與《野蠻情人》本篇的劇情和角色完全沒有關係。

- 第3冊曾於日本發行「限定版」，除封面不同外，另附贈一枚長寬各八公分的小光碟，內含番外的迷你廣播劇（Mini Drama），臺灣方面未代理。

- 服裝與人物造型是本漫畫的一項特色，在彩頁和封面中，經常可以看到兩位主角以交換造型、服裝與配件的方式出現。

- 幾乎每冊都有角色外傷或生病，且其中多數事件的受害者為兩位主角，但迄今都沒有留下什麼後遺症。

第1冊：被鐵管打頭（第1話）、被香煙燙傷手（第2話）、被武士刀劃傷額頭（第3話）。
第2冊：被踹倒時手撞傷（第4話後篇）、頭部撞地（第5話前篇）。
第3冊：被警棍打頭（第6話前篇）、轎車遭土石流沖落山崖（第6話中篇）。
第4冊：被右勾拳打臉（第7話後篇）。
第5冊：挨揍與被刀子劃傷（第9話中篇）、被刀子刺入手掌（第9話後篇）。
第6冊：無。
第7冊：感冒（第13話）、在街上與歹徒相撞（第14話或第15話前篇）、互毆（第15話前篇）。
- 為協助宣傳已單行本化的同一雜誌連載作品（臺版譯名為《小僧來參訪》，東立代理），該漫畫的角色美座優慈目前已兩次出現於《野蠻情人》的場景之中（第9話前篇、第12話前篇），木村善人則出現一次（第12話前篇），但都只是路人，沒有任何對白。

- 2013年8月15日，山本小鐵子應臺灣東販出版社邀請來台，於第14屆漫畫博覽會舉辦簽名會，為此規劃有簽名套組150份（分為網路預購80份與現場搶購70份），內容除同日發行的《野蠻情人》中文版第六冊外，另包含紙袋、簽名板（含簽名資格）、購物袋（托特包）、複製畫八張、角色鑰匙項鍊，價格為新臺幣880元。

## 上市資訊
| 冊別  | 日版上市日期 | 臺版上市日期 | 訂價 | ISBN          | 收錄內容                                                      |
| ----- | ------------ | ------------ | ---- | ------------- | ------------------------------------------------------------- |
| 第1冊 | 2008.07.10   | 2008.11.10   | $120 | 9789861767413 | 〈野蠻情人〉第1-3話 〈腦袋快要出問題了〉 〈上田和輝的Ｈ情事〉 |
| 第2冊 | 2009.02.10   | 2009.05.10   | $120 | 9789861769011 | 〈野蠻情人〉第4-5話 〈上田和輝的Ｈ情事〉2                     |
| 第3冊 | 2010.02.10   | 2010.06.19   | $130 | 9789862512111 | 〈野蠻情人〉第6-6.5話 〈上田和輝的Ｈ情事〉3                   |
| 第4冊 | 2011.03.10   | 2011.09.10   | $130 | 9789862515501 | 〈野蠻情人〉第7-8話 〈上田朝春 下了一個決心〉                 |
| 第5冊 | 2012.04.10   | 2012.11.23   | $130 | 9789862519066 | 〈野蠻情人〉第9-10話 〈上田和輝的Ｈ情事〉4                    |
| 第6冊 | 2013.04.10   | 2013.08.15   | $130 | 9789863311010 | 〈野蠻情人〉第11-12話 〈上田和輝的Ｈ情事〉5                   |
| 第7冊 | 2014.03.10   | 2014.12.18   | $130 | 9789863315636 | 〈野蠻情人〉第13-15話 〈用這裡達到高潮了嗎？〉                |

## 備註
1. ↑  《野蠻情人》是作者生涯第一本出到三冊以上的原創作品，至今也是冊數最多（七冊）的作品。
2. ↑   註:

## 外部連結
- 臺灣東販出版社 （页面存档备份，存于）
- （日語）海王社 （页面存档备份，存于）